# Pellizzario di Mantova
Pellizzario di Mantova (Mantova, XII secolo – Mantova, 1230 circa) è stato un vescovo cattolico italiano.

## Biografia
Fu il primo vescovo mantovano della diocesi e ricoprì dal 1219 il ruolo di arciprete della cattedrale della città. Fu vicario del vescovo Enrico Delle Carceri. Fedele alla curia pontificia, si schierò col papa contro l'imperatore Federico II e fu attivo nella seconda Lega Lombarda.
L'8 luglio 1230 investì di immobili in Castrum Vifredi il confaloniere di Medole Goffredo Confalonieri, il cui nome si inserisce storicamente tra coloro che avrebbero contribuito alla spiegazione del toponimo "Goffredo", riferito alla città di Castel Goffredo, in provincia di Mantova.